# 简·柯廷
简·柯廷（英語：Jane Curtin，1947年9月6日—），女，美国演员。曾获得黄金时段艾美奖喜剧类电视系列剧最佳女主角。